# Teatro Pallavicino
Il Teatro Pallavicino è un teatro situato a Zibello, in provincia di Parma.

## Storia
Questo piccolo teatro è stato ricavato, presumibilmente verso la fine del XVIII secolo, nel lato ovest del Palazzo Vecchio che a quel tempo era proprietà dei marchesi Pallavicino, feudatari di Zibello. L'ultimo signore, il marchese Antonio Francesco, pare soggiornasse a Zibello con maggiore assiduità rispetto ai suoi antenati che preferivano dimorare altrove; inoltre dimostrò propensione a ridare dignità al feudo, cercando di realizzare opere che attestassero l'impegno civile e sociale e instaurando più strette relazioni con i sudditi. Non è improbabile quindi che, per rendere più piacevole la permanenza zibellina, abbia deciso di dar vita nel suo palazzo ad un piccolo teatro per offrire a sé ed ai suoi ospiti svago e diletto. 

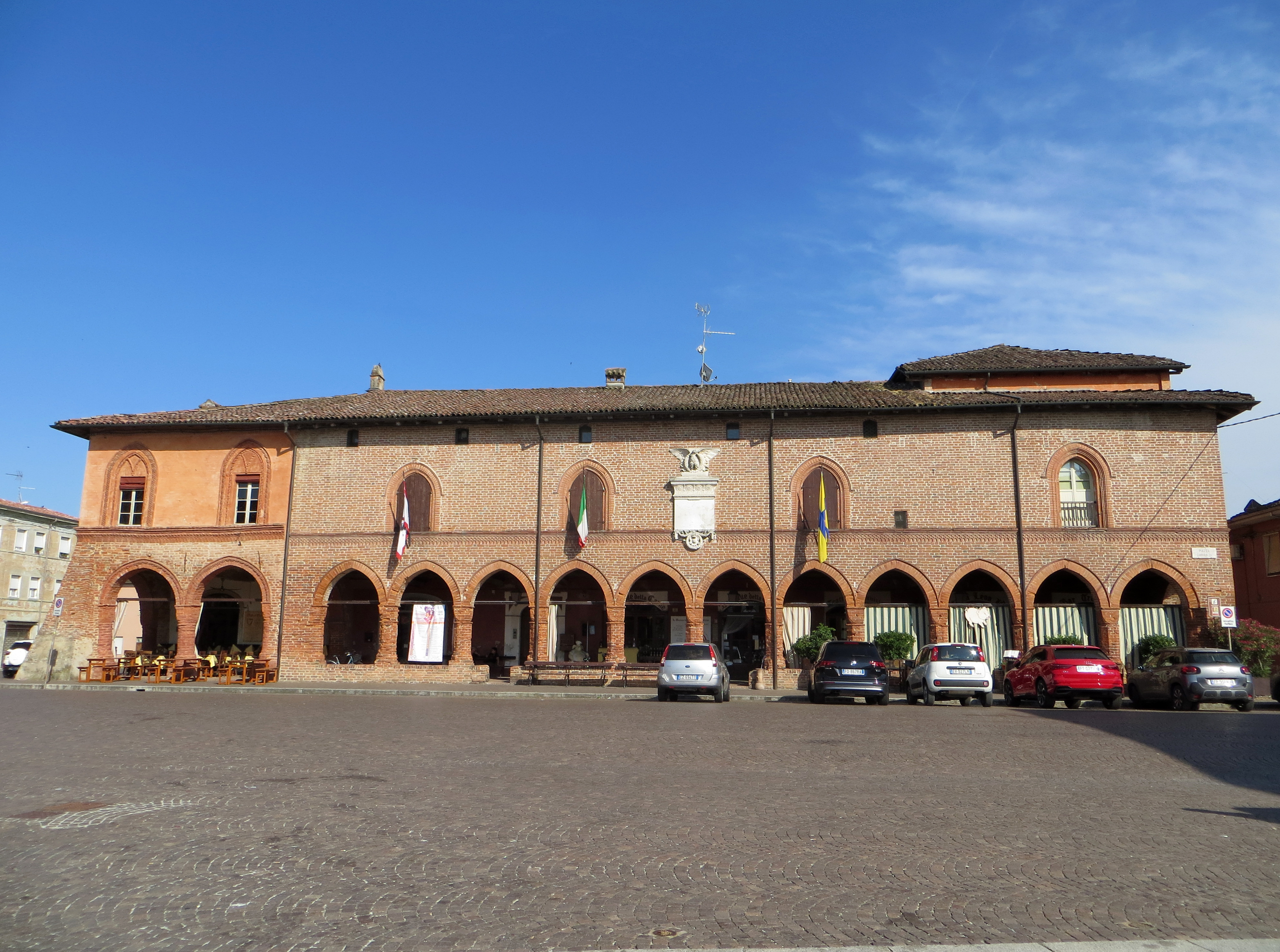
Palazzo Pallavicino

Si sa con certezza che nel 1804, per soddisfare i desideri dei notabili del paese, aprì questa sala al pubblico. La sola testimonianza del primitivo assetto del teatro Pallavicino è rilevabile nelle Memorie di don Bartolomeo Zerbini: si trattava di una struttura essenziale costituita dal palcoscenico e dalla platea contenente una ventina di banchi. Soltanto nel 1827, afferma sempre don Zerbini, fu completamente rinnovato a cura di un certo Lorenzo Boni (il quale doveva ricoprire un ruolo amministrativo di rilievo nella locale Società Filodrammatica) e vi si costruirono i palchi, di cui quello centrale era riservato ai Pallavicino, un altro al parroco. A due pittori scenici tra i più rinomati del tempo, Pietro Piazza e Giovanni Azzi, fu affidata la decorazione della sala. La sala dei Pallavicino acquistò così un aspetto definitivo e compiuto, tanto che il Molossi nel suo Vocabolario topografico pubblicato a Parma nel 1832-1834, poteva annotare che a Zibello vi era un moderno e sufficiente teatrino dotato di una doppia fila di palchetti. 
Se si escludono le indispensabili opere di manutenzione e restauro effettuate a cadenza periodica per mantenerlo efficiente, l'aspetto del teatro non ha subito mutamenti di rilievo fino al secondo decennio del XX secolo. Nel 1905 l'Amministrazione Comunale concluse le trattative già da tempo avviate con la contessa Simonetta Pallavicino (proprietaria dell'immobile) per l'acquisto del teatro, compresi l'atrio e i locali di servizio che ne erano parte. Successivamente, nel 1910, il Consiglio Comunale deliberò la risistemazione globale del teatro, secondo il progetto redatto da Lino Bocchi, che prevedeva, tra l'altro, la costruzione del loggione in legno raccordato ai palchi sottostanti. Mentre un nuovo più ampio e decoroso ingresso fu realizzato su progetto di Virginio Michiara. Fu modificato il sistema di illuminazione: quello a petrolio fu sostituito da quello elettrico, infine furono rinnovati gli arredi della platea. I lavori si conclusero nell'estate del 1913 e il teatro così rinnovato fu inaugurato con la Lucia di Lammermoor il 12 giugno 1914.
La risistemazione novecentesca non ha modificato radicalmente la sala teatrale, che mantiene pertanto la tipologia ottocentesca: pianta a U, una fila di dodici palchetti con palco reale e un loggione lignei, arcoscenico con decorazione a stucco e orologio centrale, ma ha reso semplice e lineare l'apparato decorativo. Si conserva ancora un sipario, a effetto di tendone trompe-l'oeil, con un fregio decorativo nella parte inferiore. 
Le cronache registrano nel teatro Pallavicino un'attività piuttosto intensa e vivace, grazie soprattutto alla presenza di due società locali, una Filarmonica ed una Filodrammatica. Quest'ultima, documentata fin dal 1806, era formata da persone "savie", "studiose e benestanti", provvista inoltre di tutto il necessario per l'allestimento degli spettacoli in prosa, costumi ed attrezzatura varia. Nel corso degli anni le due associazioni si assunsero, con il concorso dei palchettisti, l'onere di apportare al teatro le necessarie migliorie. Non mancarono comunque le rappresentazioni di compagnie di giro comiche e drammatiche, i concerti e le messe in scena delle opere in musica, quali ad esempio Il principe di Taranto, L'italiana in Algeri, La gazza ladra di Rossini, Traviata, Rigoletto e Sonnambula. 
Inoltre fin dal 1919 si tennero anche proiezioni cinematografiche, che dopo il 1955 (quando cessarono le rappresentazioni drammatiche) fino al 1963 costituirono l'unica attività del teatro. 
Per molti anni la sala è rimasta inutilizzata, poi a partire dal 1978 l'Amministrazione ha avviato un'opera di recupero della struttura al fine di scongiurarne il definitivo degrado; è stato sistemato il tetto, il corridoio d'accesso allo scalone, sono stati restaurati palchi e platea e rifatti gli impianti (riscaldamento, luce, ecc...) ma è ancora mancante dei requisiti richiesti dalla normativa sulla sicurezza. È intenzione degli amministratori portare a termine l'intera opera, al fine di mantenere in vita e rendere utilizzabile la sala, se non come vero e proprio teatro (dati gli elevati costi di gestione) perlomeno come luogo di aggregazione per audizioni, dibattiti e conferenze.